# 达权店镇
达权店镇，是中华人民共和国河南省信阳市商城县下辖的一个乡镇级行政单位。

## 行政区划
达权店镇下辖以下地区：
幸福村、黄泥榜村、黑河村、英窝村、大河冲村、香子岗村、十二道河村、梅河村、新店村、许冲村、头战坪村、大造村、乌龙岗村、油河村、新坳村、何畈村、盛店村、塘畈村、汪埠村、金岗山村、狮塘村和石船村。